# Муцунский, Тимчо
Тимчо Муцунский (макед. Тимчо Муцунски; род. 29 июля 1989, Берово) — македонский политический и государственный деятель, министр иностранных дел (с 2024).

## Биография
Родился 29 июля 1989 года в Берово. Учился в колледже Лисгар, а в 2009 году получил степень бакалавра права в Университете Святых Кирилла и Мефодия в Скопье. После этого он поступил на магистерскую программу по административному праву и государственному управлению, где 4 июля 2011 года успешно защитил диссертацию.
С 2009 по 2015 год он был младшим преподавателем юридического факультета Университета Святых Кирилла и Мефодия в Скопье, а с 2015 по 2019 год являлся научным сотрудником и ассистентом преподавателя в том же университете.
С 11 ноября 2015 года по 22 июня 2017 года занимал должность заместителя министра информационного общества и государственного управления в кабинетах Николы Груевского и Эмила Димитриева.
На парламентских выборах в Северной Македонии 2020 года он был избран в Собрание Северной Македонии, представляя первый избирательный округ.
В 2021 году он был избран мэром муниципалитета Аэродром. 23 июня 2024 года стал министром иностранных дел.